# Monaster Trójcy Świętej w Słucku

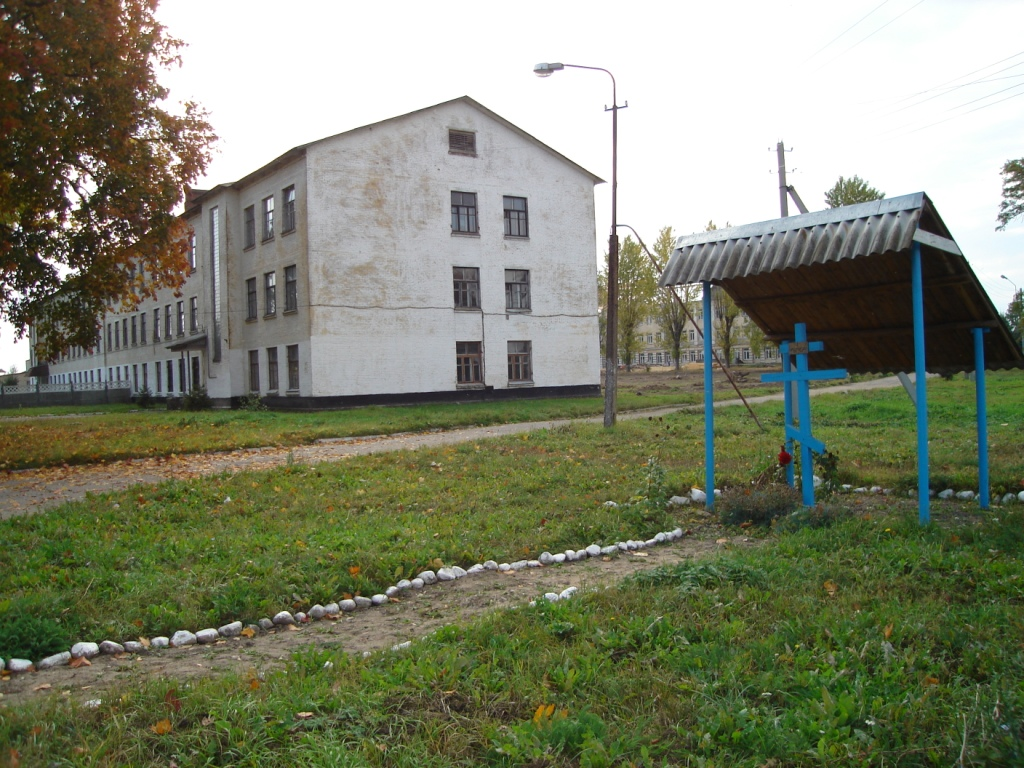
Krzyż upamiętniający miejsce po monasterze

Monaster Trójcy Świętej – prawosławny męski klasztor w Słucku, założony przed XIII w. i zniszczony na polecenie władz stalinowskich w latach 30. XX wieku.

## Historia

### Początki
Dokładny moment powstania klasztoru nie jest znany. Być może istniał on już na początku XI stulecia, a z pewnością funkcjonował w 1205. Pierwsi przełożeni klasztoru byli hieromnichami, niektórzy – schimnichami. Przybywali oni do Słucka z monasterów w Kijowie, a na urzędzie przełożonych zatwierdzali ich metropolici kijowscy, bez pośrednictwa biskupów turowskich. Według innego źródła monaster w Słucku powstał dopiero w XV w..

### XVI–XVIII w.
W 1571 przełożonym klasztoru został późniejszy prawosławny, a następnie unicki metropolita Michał Rahoza. W XVI w. monaster w Słucku był jednym z głównych ośrodków prawosławnego życia monastycznego w Wielkim Księstwie Litewskim. W XVII–XVIII w. była to jedna z dwóch prawosławnych wspólnot monastycznych w Rzeczypospolitej, której przełożony otrzymywał automatycznie godność archimandryty.
Od 1755 w klasztorze wystawione dla kultu były relikwie Gabriela Zabłudowskiego, nieoficjalnie czczonego jako święty. Po przyjęciu przez większość prawosławnych monasterów Rzeczypospolitej postanowień unii brzeskiej i przejściu mnichów do Zakonu Bazylianów Świętego Jozafata Słuck i znajdujący się w nim monaster stały się w XVIII w. największym prawosławnym ośrodkiem Wielkiego Księstwa Litewskiego, zaś w 1786 został siedzibą biskupów pomocniczych eparchii mścisławskiej, mohylewskiej i orszańskiej (białoruskiej). Posiadał siedem monasterów filialnych. Przełożeni klasztoru byli mianowani przez metropolitów kijowskich w porozumieniu z właścicielami Słucka – Radziwiłłami. Przy monasterze działała szkoła bracka.
W latach 1865–1867 przeprowadzona została gruntowna przebudowa zabudowań klasztornych w stylu późnoklasycystycznym. Przed rewolucją październikową był jednym z sześciu czynnych klasztorów eparchii mińskiej Rosyjskiego Kościoła Prawosławnego. Działał do 1930, gdy został zlikwidowany. W latach 50. XX wieku rozebrano ostatnie elementy jego dawnych zabudowań. W 1994 na jego miejscu wzniesiono pamiątkowy krzyż. 

## Przełożeni monasteru

### W I Rzeczypospolitej
W okresie przynależności Słucka do I Rzeczypospolitej monaster Trójcy Świętej był zarządzany przez archimandrytów. Przełożonego klasztoru wskazywał każdorazowo przez prawosławny metropolita kijowski, jednak nie mógł czynić tego bez konsultacji z miejscowym bractwem cerkiewnym oraz bez zgody Radziwiłłów, ktitorów monasteru. Dopiero po wyrażeniu przez nich aprobaty kandydat na archimandrytę mógł udać się do Kijowa na ceremonię otrzymania wymienionej godności. Urząd przełożonego monasteru Trójcy Świętej w Słucku cieszył się w hierarchii prawosławnej w Rzeczypospolitej znacznym prestiżem.

## Majątek i uposażenie monasteru
W XVI w. monaster posiadał prawo połowu ryb i bobrów w rzece Oressie oraz jeziorach Mid i Wepr. W XVII w. majątek wspólnoty znacznie się powiększył, co umożliwiło klasztorowi prowadzenie ożywionej działalności ekonomicznej. Własnością monasteru było przedmieście Trojczany na terenie Słucka, zamieszkiwane według danych z 1678 przez 26 gospodarzy, jak również wsie Duchowicze, Retłowicze, Sieniechowo, Jarminsk, Lypiłowicze i Ubibacki.